# Valentin Magnan
Valentin Magnan, teljes nevén Valentin Jacques Joseph Magnan (Perpignan, 1835. március 16. – Párizs, 1916. szeptember 27.) francia pszichiáter. A 19. században meghatározó alakja volt a francia pszichiátriának. Az abszint fogyasztásához kapcsolódó vizsgálatok miatt vált közismertté. Az abszintizmust betegségként az alkoholizmustól külön írta le tanulmányaiban.

## Élete
Orvosnak tanult Lyonban és Párizsban. Gyakornokként tanítványa volt Jules Baillarger-nek és Jean-Pierre Falret-nek. 1866-ban szerzett doktori fokozatot Párizsban. 1867-től pályafutása végéig egy párizsi kórházban, a Szent Anna Elmegyógyintézetben dolgozott. Magnan az egyik vezetője lett kora francia pszichiátriai iskolájának. Több jelentős pszichológussal - az orosz Vlagyimir Mihajlovics Behtyerevvel, az osztrák-román Constantin von Economóval dolgozott együtt és hatottak egymás munkásságára.

## Munkássága
Magnan nevéhez fűződik az abszintivók állapotának megkülönböztetése, az abszintizmus, melyet a többi alkoholistától eltérő betegségnek gondolt. Vizsgálódásai során olyan tüneteket próbált felmutatni, melyek megkülönböztették az abszintizmust az egyszerű alkoholizmustól, és ezzel próbálta bizonyítani, hogy az „abszintroham” különbözik a delirium tremens-től. A különleges tüneteket abban látta, hogy a beteg előjel nélkül is delíriumba esik, előfordulnak epilepsziaszerű rohamok, 1–2 perces vertigo, valamint a delírium alatti hallucinációk erősebbek és aktívabbak.
Elméletét a fehér üröm kivonatával túladagolt állatok (tengerimalacok) rohamaival próbálta igazolni annak ellenére, hogy míg az általában 60% tujont tartalmaz, a legerősebb eddig ismert korabeli abszint mindössze 0,0048%-ot. A kutatásai eredményeként kimondta, hogy az abszintfogyasztás súlyosabb elmebajt okoz, mint más alkoholos italok rendszeres fogyasztása. Részben az ő nevéhez fűződik a téves párhuzam a tujon és a THC közt is, ugyanis az üröm hatását – többek között – a hasiséhoz hasonlította.

## Publikált munkái
- Étude expérimentale et clinique sur l’alcoolisme, alcool et absinthe; épilepsie absinthique, 1871
- De l’hémi-anesthésie, de la sensibilité générale et des sens dans l’alcoolisme chronique
- Gazette hebdomadaire de médecine et de chirurgie, 1873.
- De l’alcoolisme, des diverses formes de délire alcoolique et de leur traitement, 1874.
- Recherches sur les centres nerveux. Pathologie et physiologie pathologique, 1876
- Des anomalies, des aberrations et des perversions sexuelles, 1885